# بخشش خون
بخشش خون (به آلبانیایی: Falja e Gjakut و در انگلیسی: he Forgiveness of Blood) فیلمی در ژانر درام به کارگردانی جوشوا مارستون است که در سال ۲۰۱۱ منتشر شد.
فیلم برای رقابت در کسب جایزهٔ خرس طلایی در شصت و یکمین جشنواره بین‌المللی فیلم برلین انتخاب شد. و در نهایت، جایزهٔ خرس نقره‌ای بهترین فیلمنامه جشنواره را برای جوشوا مارستون و آندامیون موراتاج، به دست آورد.
این فیلم به عنوان نمایندهٔ سینمای کشور آلبانی ارائه شد، اما بخش فیلم‌های غیر انگلیسی زبان آکادمی اسکار، در هشتاد و چهارمین دوره مراسم آکادمی اسکار با حضور آن در این مراسم سالیانه موافقت نکردند. برخوردار نبودن از فاکتورهای بومی کشور آلبانی، دلیل عدم پذیرش فیلم سینمایی «بخشش خون» اعلام شده است. فیلم در منطقه بالکان فیلمبرداری شده است و بازیگران و عوامل بومی کشور آلبانی در این فیلم سینمایی فعالیت کرده‌اند. اما از مهمترین دلایلی که مسئولان آکادمی اسکار برای نپذیرفتن این فیلم سینمایی بیان کرده‌اند این است که «بخشش خون» تولید کشور آمریکا است، به طوری که شرکت‌های تهیه کننده این پروژه اساساً آمریکایی هستند.
فیلم داستان یک خانواده آلبانیایی را روایت می‌کند که در آن پدر خانواده به طور کاملاً اتفاقی مرتکب قتل می‌شود و اکنون خانواده وی باید با این مشکل و پیشامده‌های احتمالی آن دست و پنجه نرم کنند. فیلم به عواقب ناشی این رخداد در یک خانواده در یک منطقه‌ای دورافتاده از آلبانی امروز می‌پردازد.

## خلاصه داستان
نیک، پسر جوانی ست که همراه خانواده اش در یکی از روستاهای آلبانی زندگی می‌کند. شغل پدر او رساندن نان به مغازه‌های روستا است تا اینکه دعوای پدر و یکی از مالکین روستا منجر به کشته شدنِ مالک و متواری شدن پدر می‌شود. بر طبق قوانین سنتی روستا، تا زمانی که پدر متواری ست، اعضای مذکر خانواده‌اش حق ندارند از خانه خارج شوند وگرنه بازماندگان مقتول می‌توانند او را بکشند. این موضوع سبب می‌شود، نیک از همهٔ آرزوهایش بزند و در خانه بماند و به جایش، رودینا، خواهر او، برای کار و خرید بیرون برود تا اینکه یک شب پدر پنهانی به خانه برمی‌گردد…

## جوایز
- خرس نقره‌ای بهترین فیلمنامه، جشنواره بین‌المللی فیلم برلین ۲۰۱۱[۸]
- هوگو نقره‌ای برای بهترین فیلمنامه، جشنواره بین‌المللی فیلم شیکاگو ۲۰۱۱
- جایزه ویژه هیئت داوران، جشنواره بین‌المللی فیلم همپتون ۲۰۱۱
- فیلم منتخب، جشنواره فیلم تلورید ۲۰۱۱
- فیلم منتخب، جشنواره بین‌المللی فیلم تورنتو ۲۰۱۱